# (31548) 1999 DV6
1999 DV6 (asteroide 31548) é um asteroide da cintura principal. Possui uma excentricidade de 0.03941540 e uma inclinação de 16.18781º.
Este asteroide foi descoberto no dia 20 de fevereiro de 1999 por LINEAR em Socorro.